# W62K
W62K（ダブリューろくにケイ）は、京セラが日本国内向けに開発した、auブランドを展開するKDDIおよび沖縄セルラー電話のCDMA 1X WIN（後のau 3G）対応携帯電話である。

## 特徴
既存のCDMA 1X対応端末である「A5526K」の後継モデルにあたる端末。「W61K」を元に高度な機能を廃し、携帯初心者および40代以上の中高年ユーザー、果ては一部の旧・ツーカーユーザーをターゲットとした端末で「でか文字」や「でか時計」「でかピクト」など日常での使いやすさに配慮した機能を持つ。その他の機能として通話相手の声を自動で大きくする「でか受話音」や、よく使う機能だけを表示する「かんたんモード」などを備えており、既存の『簡単ケータイ』シリーズに匹敵するコンセプトを持っている。
エントリークラスの端末であるため、同社の「W63K」やパンテック&キュリテル社製「簡単ケータイ W62PT」同様、1X WIN対応機種にも関わらずEZ「着うたフル」や「LISMOビデオクリップ」等の「LISMO Music」サービスには対応していない。また、ベース機の「W61K」と異なりEZ FeliCaにも非対応である。
日本語入力システムには「W63K」同様、最新バージョンのiWnn（アイ・ウンヌ）が採用されている。

## 沿革
- 2008年（平成20年）6月3日 KDDI、および京セラより公式発表。
- 2008年6月10日 全国にて一斉発売。
- 2018年（平成30年）3月31日 EZweb、およびEZアプリ（B）、一部のサービス終了[2]。
- 2022年 (令和4年) 3月31日 CDMA 1X WIN（au 3G）サービスの完全終了・停波により、本端末は利用不可となる。

## 対応サービス
- au Smart Sports（別途アプリのダウンロードが必要）
- EZナビウォーク（声de入力・3D対応）
- EZ助手席ナビ
- 安心ナビ
- 災害時ナビ
- EZ「着うた」（ハイクオリティステレオ(HE-AAC)対応）
- LISMO Music Search
- 緊急通報位置通知
- EZニュースフラッシュ
- 赤外線通信 (IrDA)
- EZケータイアレンジ
- EZアプリ (BREW)（オープンアプリプレイヤー非対応）
  - おためし版としてセガの『ぷよぷよフィーバーDX』がプリセット。
- デコレーションメール
- ラッピングメール
- 緊急地震速報

## 不具合
2009年5月26日、W62Kの法人アプリプリセットモデルの一部に送信関連部品の不良により電源が入らなくなる場合がある不具合が発表された。部品交換のため預かり修理となる。

## 注
1. ↑  2012年7月23日より利用不可
2. ↑  3G ケータイ向けアプリサービス「EZアプリ」の配信、および一部サービスの終了について - KDDI 2016年4月28日。